# Jean-Marie Houben
Jean-Marie Houben (ur. 24 listopada 1966 w Liège) – belgijski piłkarz grający na pozycji prawego obrońcy. Był reprezentantem Belgii.

## Kariera klubowa
Swoją karierę piłkarską Houben rozpoczął w klubie RFC Liège, w barwach którego zadebiutował w sezonie 1985/1986 w pierwszej lidze belgijskiej. W sezonie 1989/1990 zdobył z nim Puchar Belgii. W 1991 roku przeszedł do Anderlechtu, z którym w sezonie 1991/1992 został wicemistrzem Belgii, a w sezonie 1992/1993 wywalczył mistrzostwo kraju. W latach 1993–1995 występował w RFC Seraing. W latach 1995–1998 był piłkarzem CS Visé, a w latach 1998-2000 - KAS Eupen, w którym zakończył karierę.
| Sezon   | Klub           | Kraj   | Rozgrywki     | Mecze | Gole |
| ------- | -------------- | ------ | ------------- | ----- | ---- |
| 1985/86 | RFC Liège      | Belgia | Eerste klasse | 3     | 0    |
| 1986/87 | RFC Liège      | Belgia | Eerste klasse | 16    | 0    |
| 1987/88 | RFC Liège      | Belgia | Eerste klasse | ?     | ?    |
| 1988/89 | RFC Liège      | Belgia | Eerste klasse | ?     | ?    |
| 1989/90 | RFC Liège      | Belgia | Eerste klasse | 31    | 2    |
| 1990/91 | RFC Liège      | Belgia | Eerste klasse | 24    | 0    |
| 1991/92 | RSC Anderlecht | Belgia | Eerste klasse | 15    | 0    |
| 1992/93 | RSC Anderlecht | Belgia | Eerste klasse | 2     | 0    |
| 1993/94 | RFC Seraing    | Belgia | Eerste klasse | 8     | 0    |
| 1994/95 | RFC Seraing    | Belgia | Eerste klasse | 9     | 1    |
| 1995/96 | CS Visé        | Belgia | IV liga       | ?     | ?    |
| 1996/97 | CS Visé        | Belgia | Derde klasse  | 27    | 2    |
| 1997/98 | CS Visé        | Belgia | Derde klasse  | 21    | 5    |
| 1998/99 | KAS Eupen      | Belgia | Derde klasse  | 27    | 2    |
| 1999/00 | KAS Eupen      | Belgia | Derde klasse  | 20    | 0    |

## Kariera reprezentacyjna
W reprezentacji Belgii Houben zadebiutował 8 czerwca 1989 w wygranym 2:0 towarzyskim meczu z Kanadą, rozegranym w Ottawie, gdy w 46. minucie zmienił Marca Emmersa. W kadrze narodowej rozegrał 2 mecze, oba w 1989.